# Jean Bardin
Jean Bardin (Montbard, 1732. október 31. – Orléans, 1809. október 6.) francia festőművész.

## Élete
Bardin 1732-ben született Montbardban. Louis-Jean-François Lagrenée  tanítványa volt, később Rómában tanult. Franciaországban népszerű művész lett, 1779-ben felvették az Akadémiába. 1788-ban a orléans-i művészeti iskola igazgatójává nevezték ki. Témái részben történelmi, részben költői, néha vallási témák. Jean-Baptiste Regnault és Jacques-Louis David is az ő tanítványának tekinthető. Orléansban halt meg 1809-ben. 

## Fordítás
- Ez a szócikk részben vagy egészben  a   Jean Bardin című angol Wikipédia-szócikk ezen változatának fordításán alapul.  Az eredeti cikk szerkesztőit annak laptörténete sorolja fel. Ez a jelzés csupán a megfogalmazás eredetét és a szerzői jogokat jelzi, nem szolgál a cikkben szereplő információk forrásmegjelöléseként.